# Азенкур
Азенку́р (фр. Azincourt) — муніципалітет у Франції, у регіоні О-де-Франс, департамент Па-де-Кале. Населення — 305 осіб (01.01.2021).
Муніципалітет розташований на відстані близько 180 км на північ від Парижа, 70 км на захід від Лілля, 55 км на північний захід від Арраса.

## Історія
Азенкур є місцем битви 25 жовтня 1415 між англійцями і французами під час Столітньої війни 1337—1453. В бою під Азенкуром 15 тис. англійських лучників на чолі з Генріхом V розгромили 60 тис. чоловік французької лицарської кінноти маршала Шарля д'Альбре, внаслідок чого англійці зайняли Північну Францію і Париж.

## Демографія
Динаміка населення (base Cassini de l'EHESS pour les nombres retenus jusque 1962, base Insee à partir de 1968 (population sans doubles comptes puis population municipale à partir de 2006) ·  ):
Розподіл населення за віком та статтю (2006):
| Стать | Всього | До 15 років | 15-24 | 25-44 | 45-64 | 65-85 | Понад 85 |
| --- | ------ | ----------- | ----- | ----- | ----- | ----- | -------- |
| Чоловіки | 148    | 28          | 32    | 32    | 40    | 16    | 0        |
| Жінки | 124    | 8           | 12    | 36    | 36    | 24    | 8        |
| \| Статево-вікова піраміда \| Статево-вікова піраміда \| Статево-вікова піраміда \| \| ----------------------- \| ----------------------- \| ----------------------- \| \| Чоловіки \| Вік \| Жінки \| \| 0 \| 85 + \| 8 \| \| 0 \| 80-84 \| 4 \| \| 4 \| 75-79 \| 4 \| \| 8 \| 70-74 \| 8 \| \| 4 \| 65-69 \| 8 \| \| 4 \| 60-64 \| 12 \| \| 16 \| 55-59 \| 12 \| \| 20 \| 50-54 \| 8 \| \| 0 \| 45-49 \| 4 \| \| 0 \| 40-44 \| 8 \| \| 8 \| 35-39 \| 8 \| \| 16 \| 30-34 \| 16 \| \| 8 \| 25-29 \| 4 \| \| 20 \| 20-24 \| 12 \| \| 12 \| 15-20 \| 0 \| \| 0 \| 10-14 \| 4 \| \| 16 \| 5-9 \| 4 \| \| 12 \| 0-4 \| 0 \| |        |             |       |       |       |       |          |
| Статево-вікова піраміда |        |             |       |       |       |       |          |
| Чоловіки | Вік    | Жінки       |       |       |       |       |          |
| 0 | 85 +   | 8           |       |       |       |       |          |
| 0 | 80-84  | 4           |       |       |       |       |          |
| 4 | 75-79  | 4           |       |       |       |       |          |
| 8 | 70-74  | 8           |       |       |       |       |          |
| 4 | 65-69  | 8           |       |       |       |       |          |
| 4 | 60-64  | 12          |       |       |       |       |          |
| 16 | 55-59  | 12          |       |       |       |       |          |
| 20 | 50-54  | 8           |       |       |       |       |          |
| 0 | 45-49  | 4           |       |       |       |       |          |
| 0 | 40-44  | 8           |       |       |       |       |          |
| 8 | 35-39  | 8           |       |       |       |       |          |
| 16 | 30-34  | 16          |       |       |       |       |          |
| 8 | 25-29  | 4           |       |       |       |       |          |
| 20 | 20-24  | 12          |       |       |       |       |          |
| 12 | 15-20  | 0           |       |       |       |       |          |
| 0 | 10-14  | 4           |       |       |       |       |          |
| 16 | 5-9    | 4           |       |       |       |       |          |
| 12 | 0-4    | 0           |       |       |       |       |          |